# Opsada Varaždina 1527.
Opsada Varaždina dogodila se krajem rujna 1527. godine, u jeku građanskog rata u koji je zapalo Ugarsko-Hrvatsko Kraljevstvo, nakon što su plemićki sabori izabrali različite kandidate za novog kralja nakon pogibije Ludovika II. Jagelovića u Bitci na Mohačkom polju. 

## Kontekst
Nakon pogibije Ludovika II Jagelovića na Mohaču, u Cetingradu se početkom 1527. godine sastao hrvatski sabor kako bi izabrao novoga kralja. Za novoga kralja sabor je izabrao moćnog Ferdinand I. Habsburškog, kojeg je hrvatsko plemstvo htjelo tjesnije vezati uz hrvatske napore u ratovima protiv Osmanlija. Na drugom kraju države, ugarsko je plemstvo u Stolnom Biogradu (Szekesfehervaru) nekoliko mjeseci ranije za novog kralja izabralo erdeljskog plemića Ivana Zapolju. Njihov je izbor slijedio i slavonski sabor koji je u Dubravi pokraj Čazme, na utjecaj Krste Frankapana i zagrebačkog biskupa Šimuna Erdődija također izabrao Zapolju za novog kralja, zbog čega je kraljevstvo propalo u građanski rat između dvojice protukraljeva.

### Početak rata
Ferdinand je uskoro s vojskom od dvadesetak tisuća ljudi krenuo iz Beča te je uspješno započeo rat protiv Zapoljine struje osvojivši gradove Gjur, Komoran, Ostrogon, Višegrad i Budim, dok su se Zapoljine snage stale povlačiti prema Tisi. Ondje ih je uskoro sustigao Ferdinandov vojskovođa – grof Nikola Salm koji im je u Bitci kod Tokaja nanio težak poraz, pa je Zapolja u pomoć pozvao Krstu Frankopana koji je bio na njegovoj strani.

## Opsada grada
Frankopan je u Križevcima prikupio 10.000 pješaka i 3000 konjanika, ali je zastao kod Varaždina, računajući na to da je posada u varaždinskoj tvrđavi pro-habsburška, ali da je grad pro-zapoljski raspoložen. Dok je obilazio zidine oko tvrđave, sa zidina je opalio top čije ga je tane teško ranilo. Prema povjesničaru Rudolfu Horvatu, zatim je krenuo prema Koprivnici ali je podlegao ranama dok je stigao do Martijanca, što je bio težak udarac Zapoljinoj strani u ratu.  